# Cuerpos mamilares

Cliquear sobre esta imagen para observarla en rotación.

Los cuerpos mamilares o tubérculos mamilares son dos esferoides grises ubicados simétricamente al final de los arcos anteriores del trígono, en la base del cerebro. Forman parte del sistema límbico.
Dos funciones conocidas de estos tubérculos consisten en:
- Recepción de impulsos nerviosos procedentes de la amígdala y del hipocampo.
- Reenvío de estos impulsos hacia el tálamo, a través del tracto mamilo-talámico.

También se sabe que participan en los procesos de la memoria.  Ésta se ve afectada con frecuencia en los alcohólicos por la deficiencia de tiamina o vitamina B1.  